# Panorpa difficilis
Panorpa difficilis är en näbbsländeart som beskrevs av Carpenter 1938. Panorpa difficilis ingår i släktet Panorpa och familjen skorpionsländor. Inga underarter finns listade i Catalogue of Life.